# Pou quàntic
Un pou quàntic (quantum well en anglès) és un pou de potencial que confina, en dues dimensions, partícules que originalment tenien llibertat per moure's en tres, forçant-les a ocupar una «zona plana». Els efectes del confinament quàntic es produeixen quan el gruix del pou quàntic és comparable a la longitud d'ona de De Broglie de les partícules portadores d'energia (generalment electrons i buits d'electrons), generant així nivells d'energia anomenades "subbandes energètiques", pel qual aquests portadors d'energia sol podran prendre valors discrets d'energia.
Dringle va observar per primera vegada aquest fenomen el 1974. La «discretització» dels nivells d'energia és considerada, per molts investigadors, una de les manifestacions més interessants de la mecànica quàntica.
Hi ha altres tipus d'estructures quàntiques que mantenen semblances amb els pous quàntics: els fils quàntics (o quantum wires) i els punts quàntics (o quantum dots), encara que en aquestes estructures el confinament de partícules correspon a dos i a tres dimensions respectivament.

## Fabricació
Els pous quàntics es formen en semiconductors que posseeixen materials com l'arsenur de gal·li (l'arsenur d'alumini, per exemple), emparedat entre dues capes de materials, constituint així una banda prohibida (també anomenada «bretxa de banda», «banda interdicta» o fins i tot «band gap», el seu original de l'anglès). Aquestes estructures poden ser conreades mitjançant procediments de creixement epitaxial, com l'epitàxia de llamp molecular o la deposició química de vapor.

## Aplicacions més comunes
A causa de la naturalesa quasi bidimensional, els electrons als pous quàntics tenen una densitat d'estats més pronunciada que al cos d'un material. Com a conseqüència, els pous quàntics s'usen de manera abundant en la fabricació de díodes làser. També se'ls utilitza per fabricar transistors d'alta mobilitat d'electrons (TAMEs o també HEMTs, de l'anglès, High Electron Mobility Transistors), que s'usen en electrònica de baix soroll. Els fotodetectors infrarojos de pous quàntics també es basen en pous quàntics i se'ls utilitza per operar imatges infraroges.
Si es contamina o bé el pou mateix o, preferentment, la barrera d'un pou quàntic amb impureses donadores, es pot formar un gas d'electrons de dues dimensions (2DEG). Aquest plasma quasi bidimensional té propietats interessants a baixes temperatures. Una d'aquestes propietats és l'efecte Hall quàntic, que s'observa en camps magnètics elevats. De manera anàloga, les impureses acceptores a la barrera d'un pou quàntic pot portar a la formació d'un gas de buits d'electró.